# Maria von Erdödy
 (décembre 2018).
Si vous disposez d'ouvrages ou d'articles de référence ou si vous connaissez des sites web de qualité traitant du thème abordé ici, merci de compléter l'article en donnant les références utiles à sa vérifiabilité et en les liant à la section « Notes et références ».
Maria von Erdödy  (née Maria von Niczky le 8 septembre 1779 à Arad et morte le 17 mars 1837 à Munich) fut la principale confidente de Ludwig van Beethoven, qui lui dédicaça les deux Sonates pour violoncelle opus 102.

## Biographie
Elle se marie le 6 juin 1796 avec le comte Peter von Erdödy, avec qui elle a deux filles et un fils.